# David Bakhtiari
Pour les articles homonymes, voir Bakhtiari (homonymie).
(en) Statistiques sur pro-football-reference
David Afrasiab Assad Bakhtiari, né le 30 septembre 1991 à San Mateo, est un joueur américain de football américain actuellement agent libre, évoluant au poste d'offensive tackle dans la National Football League (NFL) depuis 2013.
Il a joué pour les Buffaloes du Colorado pendant quatre saisons (2009-2012) au niveau universitaire dans la NCAA Division I FBS avant d'être sélectionné en 109e choix global lors de la draft 2013 par la franchise des Packers de Green Bay. Il y reste pendant onze saisons avant d'être libéré le 11 mars 2024.

## Biographie

### Carrière universitaire
Étudiant à l'université du Colorado à Boulder, il a joué pour les Buffaloes de 2010 à 2013. Il rejoint l'équipe en 2009, mais reçoit le statut de redshirt et ne joue pas la saison. Il joue sa première saison universitaire en tant que tackle droit avant d'être déplacé au côté gauche la saison suivante.

### Carrière professionnelle
Il est sélectionné en 109e choix global lors du quatrième tour de la draft 2013 de la NFL par les Packers de Green Bay avec qui il signe un contrat de 4 ans.
Après une blessure du titulaire Bryan Bulaga qui manquera toute la saison 2013, il est inséré au poste de d'offensive tackle gauche et impressionne suffisamment les Packers lors des matchs de préparation pour commencer la saison à ce poste. Il joue en tant que titulaire les seize matchs du calendrier lors de sa saison rookie.
La saison suivante, il est maintenu titulaire au poste de tackle gauche.
Il prolonge son contrat avec les Packers en 2016 pour 4 ans et un montant de 48 millions de dollars. Il obtient une première sélection au Pro Bowl en remplacement de Jason Peters blessé.
Il se démarque comme un des meilleurs joueurs de la ligue à sa position et signe en 2020 un nouveau contrat de 4 ans avec les Packers pour un total de 105,5 millions de dollars, devenant l'offensive lineman le mieux payé de l'histoire de la ligue. Vers la fin de la saison régulière, il se blesse gravement au genou durant un entraînement, se déchirant le ligament croisé antérieur. Il doit faire l'impasse sur le dernier match de la saison régulière et sur l'entièreté des éliminatoires. Il est néanmoins sélectionné dans l'équipe All-Pro 2021.
Bakhtiari est placé sur la liste des joueurs non aptes à jouer au début de la saison 2021. Il est activé le 10 novembre 2021 avant le match contre les Seahawks. Il est cependant chaque fois considéré comme inactif et ne prend part qu'au dernier match de la saison régulière disputé le 9 janvier 2022 contre les Lions. Il joue 20 jeux en première mi-temps mais est remplacé pour le reste du match par le deuxième réserviste Yosh Nijman (en). Exemptés du premier tour de la série éliminatoire, les Packers rencontrent en tour de division les 49ers. Le matin du match, Bakhtiari est déclaré inapte à jouer et il est remplacé par le premier réserviste Billy Turner (en).
Le 2 décembre 2022, les Packers annoncent que Bakhtiari doit subir d'urgence une appendicectomie et qu'il sera contraint de rater le match de la 13e semaine de la saison 2022 contre les Bears.
Bahktiari est de nouveau placé sur la réserve des blessés le 28 septembre 2023 en raison d'une blessure au genou et en octobre 2023, la franchise annonce qu'il doit se faire opérer et qu'il manquera le reste de la saison 2023.
Le 11 mars 2024, Bakhtiari est libéré après 11 saisons chez les Packers.

## Vie privée
Bakhtiari réside à Burlingame en Californie. Au lycée, il a créé la bourse Fund a Dream et a également signé des autographes lors de la croisière Jerry Parins pour le cancer en échange de dons au profit de la recherche sur le cancer. Il a également visité des refuges pour sans-abri et des maisons de retraite alors qu'il fréquentait l'université du Colorado.
Le 2 juillet 2020, Bakhtiari se fiance à sa petite amie Frankie Shebby avec qui il sort depuis octobre 2017. Le couple se marie le 5 mars 2022. Leur premier enfant, une fille qu'ils ont appelée Felix Ann Bakhtiari, est née le 7 décembre 2022.
Bakhtiari a présenté aux joueurs des Packers le jeu de société Settlers of Catan (en) qui est rapidement devenu l'un des favoris de l'équipe. Il était également responsable d'un groupe de joueurs des Packers qui apparaît dans le film Pitch Perfect 2, après avoir contacté la réalisatrice Elizabeth Banks sur Twitter.